# Ernst Deloch
Ernst-Hubertus Deloch (17 de maio de 1886 -  data de morte desconhecida) foi um ginete alemão, medalhista olímpico. 

## Carreira
Ernst Deloch representou seu país nos Jogos Olímpicos de 1912, na qual conquistou a medalha de bronze no salto por equipe. 